# 霧ヶ滝渓谷
霧ヶ滝渓谷（きりがたきけいこく）は兵庫県美方郡新温泉町(旧温泉町)の扇ノ山（標高1,310m）および上山高原（標高910m）の山麓にある渓谷。氷ノ山後山那岐山国定公園の区域。
名瀑「霧ヶ滝」をはじめとする多数の滝が点在するレクリエーションゾーン。また大雨が降っても決して濁ったことがない清流は岩魚の里としても知られている。
下流で合流する川の上流に赤滝渓谷があり、こちらにも「赤滝」や「ふきだしの滝」など多くの滝が点在する。

## 見所
- 霧ヶ滝 - 「但馬三名瀑」のひとつ。落差70m幅5mの上部で2段になっている直瀑に近い段瀑で、その名のごとく落水が途中で飛散し霧になるためか、滝壷は無く岩で埋まっている。本流のほかに切立つ岩壁から伏流水が幾筋もの滝となって落ちている。
- 魚止めの滝 - 水量が多く、落差20m
- 木漏れ陽の滝
- 絹糸の滝
- 霧ヶ滝遊歩道 - 全長2,400mのハイキングコース。トチやカツラの巨木が林立する手付かずの広葉樹の深森に覆われている。終点の霧ヶ滝まで片道約1時間。

## 所在地
兵庫県美方郡新温泉町岸田(霧滝)

## 交通アクセス
- JR浜坂駅から全但バスで約50分、「田中」下車、徒歩約60分

## 周辺情報
- 湯村温泉
- 赤滝渓谷
  - 赤滝（落差65m）
- おもしろ昆虫化石館
- 小又川渓谷
- 久須部渓谷
- 猿尾滝
- 瀞川平